# Rue Comtesse-d'Artois
La rue Comtesse-d'Artois est une ancienne voie de Paris qui était située dans les anciens 3e et 5e arrondissement et qui a été fusionnée avec la rue Montorgueil.

## Origine du nom
La rue porte le titre de la dernière épouse de Robert II d'Artois, neveu de Saint-Louis, qui avait son hôtel entre les rues Pavée et Mauconseil

## Situation
En 1817, la rue Comtesse-d'Artois commence aux nos 1 et 12 place de la Pointe Saint-Eustache et finissait  cul-de-sac de la Bouteille et no 39 rue Mauconseil.

Les numéros impairs étaient situés dans l'ancien 5e arrondissement, quartier Montorgueil et les numéros pairs dans l'ancien 3e arrondissement, quartier Saint-Eustache.
Les numéros de la rue étaient noirs. Le dernier numéro impair était le no 33 et le dernier numéro pair était le no 38. Les nos 2, 4, 6, 8 et 10 appartenait à la place de la Pointe Saint-Eustache.

## Historique
Le plus ancien nom qu'on connaisse de cette rue, est celui de « rue Comte-d'Artois » parce que Robert II d'Artois, neveu de Saint-Louis, avait son hôtel entre les rues Pavée et Mauconseil hors et tout près de l'enceinte de Philippe-Auguste.
Elle est citée dans Le Dit des rues de Paris de Guillot de Paris sous le nom « rue Nicolas-Arode ». La famille Arode était une riche famille du temps de Saint-Louis ; Nicolas Arrode, prévôt de Paris en 1217, aurait habité à proximité.
La rue Comtesse-d'Artois formait l'une des limites du fief de Joigny.
À la fin du XIIIe siècle, on ouvre une fausse porte qui prend le nom de « Porte-au-Comte-d'Artois ». La rue prend alors les noms de « rue de la Porte-au-Comte-d'Artois », « rue de la Porte-au-Comte » et « rue de la Porte-à-la-Comtesse-d'Artois ».  On y voie également une tour qui gênait le passage conduisant aux halles. Sur la requête des habitants de la « rue Comtesse-d'Artois », et de Nicolas Janvier, marchand de poissons, la Ville ordonne, le 17 décembre 1498, de la démolir.

L'abbé Lebeuf avance que cette rue s'appelait en 1253 « rue de la Savaterie », en 1300 « rue au Comte-d'Artois » puis « rue de Bourgogne », « rue Nicolas-Arode » et « rue de la Porte-à-la-Comtesse » au XVe siècle.
Elle est citée sous le nom de « rue de la Contesse d'Arthois » dans un manuscrit de 1636.
Réunie à la rue Montorgueil en 1792, sous la Révolution, elle en est séparée en 1814 sous le nom de « rue de la Comtesse-d'Artois », avant d'être définitivement rattachée à la rue Montorgueil en 1830.